# برونو فوميكونو
برونو فوميكونو (بالبرتغالية: Bruno Leonardo Formigoni‏) (18 أبريل 1990 في سوروكابا في البرازيل – )؛ هو لاعب كرة قدم سابق كان يلعب كلاعب وسط.

## وصلات خارجية
- برونو فوميكونو على موقع رابطة كرة القدم اليابانية للمحترفين (اليابانية)
- برونو فوميكونو على موقع قاعدة بيانات كرة القدم.إي يو (الإنجليزية)
- برونو فوميكونو على موقع Soccerway.com (الإنجليزية)
- برونو فوميكونو على موقع عالم كرة القدم.نت (الإنجليزية)